# Abraham Bzowski
Abraham Bzowski, właśc. Stanisław Bzowski z Proszowic herbu Ostoja (ur. w 1567 w Proszowicach, zm. 31 stycznia 1637 w Rzymie) – dominikanin, przedstawiciel nurtu kontrreformacji, historyk Kościoła, hagiograf i kaznodzieja.

## Życiorys
Urodził się w Proszowicach koło Krakowa, w młodości stracił obydwoje rodziców (Tomasza i Magdalenę Wężykównę), korzystał z pomocy krewnych (nauki pobierał w Proszowicach i Sycominie). Od 1581 studiował na Akademii Krakowskiej. Wstąpił do zakonu Dominikanów, gdzie wyróżniał się jako zdolny kaznodzieja. Następnie odbył podróż do Włoch w celach naukowych, wysłany na studia do Mediolanu i Bolonii. Wrócił do kraju i ponownie udzielał się jako kaznodzieja w Poznaniu. Przeniesiony do Krakowa wykładał w konwencie teologię i zarządzał szkoła zakonną. Dwukrotnie (1601 i 1606) udawał się do Rzymu w sprawach zakonu. W 1603 trafił do Warszawy, 3 lata później wysłany do Wrocławia, gdzie mianowano go przeorem, komisarzem generalnym Śląska oraz wikariuszem generalnym zakonu w Polsce do 1609. We Wrocławiu, wspierając kontrreformację, popadł w konflikt z ewangelikami i został odwołany (1610) do Watykanu, gdzie spędził resztę życia. Był stronnikiem Akademii Krakowskiej w sporze z jezuitami i służył jej pomocą na terenie Rzymu
Podjął się kontynuacji dzieła kardynała Baroniusza – spisania roczników papieskich. Zaczynając od 1198, doprowadził historię papiestwa do 1534. Praca ta liczy 7 tomów (od 13. do 19.) i pozostaje do dziś materiałem źródłowym dla historyków.

## Twórczość
- Propago D. Hyacinthi thaumaturgi Poloni, seu De rebus praeclare gestis in Prouincia poloniae Ordinis Praedicatorum commentarius, Wenecja 1606, drukarnia Societatem Minimam, praca przedstawiająca dzieje Polskiej Prowincji Dominikanów na tle życia św. Jacka
- Historia ecclesiastica, t. 1-2, Rzym 1616, drukarnia Camerae Apostolicae, (wyd. nast.: t. 1-3, Kolonia 1617, Antwerpia 1617), skrócone opracowanie historii C. Baroniusza
- Annalium ecclesiasticorum post... Caesarem Baronium, t. 13-19, Kolonia 1616–1630, drukarnia A. Boetzerus; t. 20, Kolonia 1641, drukarnia J. Munich; t. 21, Rzym 1672, drukarnia M. Hercules, (wyd. nast. częściowe: t. 13-15, Kolonia 1621), kontynuacja dzieła C. Baroniusza od 1198–1572 na zlecenie papieża Pawła V

## Listy i materiały
- List do J. Brożka, Rzym, 10 stycznia 1626, oraz dopisek do W. Śmieszkowica, (przekł. polski ogł. H. Barycz J. Brożek: Wybór pism, t. 1, Warszawa 1956, s. 478), tekst łaciński w rękopisie, Biblioteka Jagiellońska, nr 2363, s. 879
- Zbiory kazań łacińskich i inne dzieła podaje Estr. XIII, 492-501

## Literatura dodatkowa
- Maria Dynowska: Bzowski Stanisław. W: Polski Słownik Biograficzny. T. 3: Brożek Jan – Chwalczewski Franciszek. Kraków: Polska Akademia Umiejętności – Skład Główny w Księgarniach Gebethnera i Wolffa, 1937, s. 186–188. Reprint: Zakład Narodowy im. Ossolińskich, Kraków 1989, ISBN 83-04-03291-0